# Saint-Péravy-la-Colombe
Saint-Péravy-la-Colombe is een gemeente in het Franse departement Loiret (regio Centre-Val de Loire) en telt 625 inwoners (2005). De plaats maakt deel uit van het arrondissement Orléans.

## Geografie
De oppervlakte van Saint-Péravy-la-Colombe bedraagt 18,9 km², de bevolkingsdichtheid is 33,1 inwoners per km².
De onderstaande kaart toont de ligging van Saint-Péravy-la-Colombe met de belangrijkste infrastructuur en aangrenzende gemeenten.

## Demografie
Onderstaande figuur toont het verloop van het inwonertal (bron: INSEE-tellingen).